# Pszichoanalitikus gazdaságpszichológia
A pszichoanalitikus gazdaságpszichológia vagy más néven analitikus gazdaságpszichológia a gazdaságpszichológia azon változata, amely gazdasági jelenségeket a pszichoanalízis alapján vizsgál. A pszichoanalitikus gazdaságpszichológia helyét a gazdaságpszichológiák sorában az alábbi fejtegetések mutatják be.

## A gazdaságpszichológia fogalmának rugalmassága
Magyari Beck István a gazdaságpszichológiát egy tudományterületnek nevezi, amely „a közgazdaságtan és a pszichológia házasságából született”. Hangsúlyozza, hogy a definíció pontatlan, és hogy ennek hátrányai, de előnyei is vannak. A hátrány, hogy nem határolja be kielégítően a gazdaságpszichológia területét, „szembetűnően rugalmas”. Ez a felsőoktatásban azt jelentheti, hogy minden tanár azt taníthatja, amiről azt gondolja, hogy az a gazdaságpszichológia, amit ő tanít, de azt is, hogy azért tanítja azt, amit tanít, mert a gazdaságpszichológia komplexitásából adódó követelmények esetleg túl magasnak tűnnek. Hasonló a helyzet a szociológiában és a gazdaságszociológiában otthonos tudományos inflációhoz, amelyet Szretykó György kritikának szánva úgy fejezett ki, hogy „a szociológiának annyi ágazatát különböztetjük meg, amennyi emberi tevékenységet fel tudunk sorolni.”
A rugalmasság előnye – írja Magyari Beck –, hogy „a gazdaságpszichológia jelenlegi gyűjtő, felhalmozó korszakában itt mindenkinek lehet helye, aki érvényes ismerettel érkezik. Az ismeretek megszűrésének s rendszerezésének a periódusa nyilván a gazdaságpszichológiában sem fog elmaradni.” Az idézet rámutat a gazdaságpszichológia kiforratlanságára és arra a lehetőségre, hogy a felhalmozás közben olyan munkák is születhetnek, amelyek az ismeretek megszűrése és rendezése közben nyilván ki fognak hullani, vagy kiderül róluk, hogy bármennyire értékes információkat tartalmaznak, a gazdaságpszichológiához nem sok közük van, mert nem a gazdaság és a pszichológia közötti összefüggésekkel foglalkoznak. De az is lehetséges, hogy olyan gazdaságpszichológiai munkák, amelyek idő- és tartalomkitöltés céljából nem kalandoznak el, a témánál maradnak, esetleg színvonaluk is magas, és éppen ezért úgymond „nehéz fajsúlyú” gondolatmenetük miatt a könyvtárak polcain fognak megsárgulni.

## A négy fő pszichológiai irányzat rivalizálása
Magyari Beck állítása, hogy a gazdaságpszichológia szembetűnően rugalmas, nem kis mértékben arra is visszavezethető, hogy a pszichológia maga sem egységes. A pszichológiának négy fő irányzata bontakozott ki, amelyek egymással rivalizálnak. Ezek a behaviourista pszichológia, a kognitivista pszichológia, a szociálpszichológia és a pszichoanalízis.
Garai László a pszichológiai iskolák rivalizálásáról ezt írja: „A tudományok történetében nem egyedülálló, hogy ugyanaz a tudomány egyidejűleg különböző, egymás érvényét logikailag kölcsönösen rontó elméleteket fejlesszen ki, amelyekről egy ideig nem dönthető el, melyikük az egészet átfogó érvényes elmélet, de az sem bizonyosodik be, hogy egymás érvényét kölcsönösen korlátoznák.”

### A behaviourista pszichológia
A behaviourista pszichológia lényegét Hebb Donald ekképpen fogalmazta meg: „A pszichikumot közvetve kell tanulmányoznunk, abból kiindulva, hogy milyen felépítésű az ember, mit mond, mit tesz. Az emberben egy bonyolult gépezet működik, amelyet akkor ismerünk meg legjobban, ha megfigyeljük a különböző ingerekre (input) érkező reakciókat (output). Ezek mögött (mármint a bonyolult gépezet, az input és output mögött) bonyolult mechanizmusok állnak, amelyek megismerése még hosszú időre komoly feladatot fog jelenteni a pszichológia számára.”
Ez nyilván azt is jelenti, hogy a behaviourista filozófiai felfogás is a vizsgálandó objektum – az ember – komplexitására való tekintettel feltételezésekre van utalva, ha valami lényegeset akar mondani, másként száraz tények közlésén nem képes túllépni, vagy meg kell elégednie azzal, hogy mondanivalója formális és kevésbé jelentős. A gazdaságpszichológia értéke viszont akkor mutatkozik meg igazán, ha tanulságos, nagyvonalú összefüggések megelevenítésére képes.
A behaviourista pszichológia főleg állatokon végzett fiziológiai kísérletek eredményein nyugszik, amelyeket a behaviouristák az emberi viselkedésre is érvényesnek tartanak. Ennek a pszichológiai látásmódnak az alapja az inger és a reakció közötti képzettársítások – asszociációk, kötődések – a nemtudatos szintjén. Tipikus példák erre Pavlov kutyákon végzett vizsgálatai, amelyek a klasszikus kondicionálás – a feltételes reflexek alapján történő tanulás –mechanizmusainak felfedezéséhez vezettek, amit megérdemelten Nobel-díjjal honoráltak.
Pszichológiai folyamatok ingerekre és reakciókra való beszűkítése a redukcionalizmus körébe tartozik.
A behaviourista pszichológia kritikája nem jelentheti, hogy a kondicionálás az ember számára nem jelentős, csupán azt jelenti, hogy realitásidegen az emberi pszichét kizárólag az inger-reakció függvényében vizsgálni. Ez a megállapítás semmi esetre sem csökkenti a kondicionálás jelentőségét az ember számára: „Kézenfekvő, hogy a feltételes reflex az ember számára is óriási jelentőségű. Különösen a korai gyermekkorban a tanulás teljes mértékben a feltételes reflexen keresztül történik – a szavak megértését és a beszédet is beleértve.”
Arról nem is szólva, hogy a kultúra alapját képező viselkedési minták is kondicionálás eredményei.
Az elmondottak alapján kétségtelen, hogy a behaviourista pszichológiának van létjogosultsága, és hasznos lehet, ha hasznosíthatóságának határait fel tudjuk mérni, ha figyelembe vesszük, hogy
- „ami egy patkányban végbemegy, az egy emberben is végbemehet, és esetenként végbe is megy, jóllehet a tétel fordítottja nem érvényes: az emberek ugyan szokásokat kondicionálnak, mint a patkányok, de a patkányok nem képesek megtanulni olvasni.”[12][13]
- Nem minden igaz, ami látszik. A behaviourista pszichológia azt a benyomást kelti, mintha a külső, látható viselkedés lenne az, amiből az ember az igazság keresése közben kiindulhat. Ezt a tévhitet Erich Fromm néhány mondatban megcáfolta.

„Ha jóságosnak tetszem, jóságom csupán álarc, amely mögé kizsákmányoló szándékomat rejtem; ha bátornak tűnök, s a valóságban azonban csupán öntelt vagy talán egyszerűen életunt vagyok; ha úgy tetszik, hogy szeretem a hazámat, miközben de facto saját önző érdekeimet segítem elő, akkor a külső látszat, azaz a külső viselkedésem az engem motiváló valós erőkkel élesen ellentmondásban áll. A viselkedésem nincs összhangban a karakteremmel. A karakterstruktúrám, a viselkedésem valóságos motivációja nincs összhangban a karakteremmel. A karakterstruktúrám, a viselkedésem valós motivációja valóságos létemet jeleníti meg. Viselkedésem részben valóban létem reflexiója, rendszerint azonban olyan álarc, amelyet célom elérése érdekében viselek. A behaviourista viselkedéstudomány úgy foglalkozik ezzel a maszkkal, mintha az megbízható, tudományos tény lenne; a valós megismerés ezzel szemben a belső realitásra összpontosít, amely általában nem tudatosan, sem közvetlenül nem figyelhető meg. A létezésnek ez az »álarctalanítása«, »az álarctól való megfosztása« (Demaskierung), amint Eckhart nevezi, központi szerepet játszik Spinoza és Marx gondolkodásában és Freud egyik alapvető felfedezése.”

### Kognitivista pszichológia
A kognitív tudatosat, tudatot érintőt, megismerésre vonatkozó tényezőt jelent. A kognitivista pszichológia középpontjában a mezőelmélet (topologikus, topikus pszichológia) áll. 
A mezőelmélet a berlini iskola képviselői által – Köhler, Kofka és Weitheimer – megfogalmazott Gestaltpsychologie továbbfejlesztése. Berlini munkássága alatt Kurt Lewin is ehhez az iskolához tartozott. Később, az Amerikai Egyesült Államokban tanítványaival (Festinger, Cartwright, Escalona, Lippitt és White) együtt fejlesztette ki az úgynevezett mezőelméletet, amely a szociális dimenziónak egy különleges értelmezést ad.
Kurt Lewin belülről mozgató feszültség helyett – az inger és a reakció folyamán kondicionált feltételes reflexek és viselkedési minták helyett – azt a környezeti hatást, a szociális dimenziót helyezi előnybe, amely a személyt körülveszi.
Első benyomásra nehéz eldönteni, hogy mire vonatkozik a kognitív elnevezés lényege. A behaviourizmus lényegére vonatkozik, arra, hogy csak az számít tudománynak, amit a tapasztalat – az empíria – igazolni képes, vagy a tudatosságra, vagy mindkettőre. Ugyanis amit a pszichoanalitikus pszichológiában énen értünk – a cselekvő szubjektumot –, azt a szociálpszichológiában kognitív tartalmaknak nevezzük. Kognitív tartalmakon tudatos tartalmakat, a megismerés, a tapasztalat során nyert ismereteket értünk. Valószínű, hogy a kognitív elnevezés mindkét értelmezése érvényes: a kognitív pszichológia csak azt ismeri el tudománynak, ami empirikusan bizonyítható és tudatos, azaz a tudás része, ami az emlékezetből lehívható. Tarthatatlan lenne az a benyomás – ami ugyancsak az elnevezésből adódhat –, hogy csak a tudatosra vonatkoztatható tényezők képeznék a pszichológia tartalmát, és a környezeti hatások utóélményei alapján kondicionált nemtudatosaknak semmi közük a pszichológiához, mert hiszen a kognitív pszichológia mezőelméletében szimbolikusan a mező minden fűszála és virága kölcsönösen befolyásolják egymást, és a befolyásolás eredményeként a pozitív és negatív utóélmények kondicionálják a viselkedésüket. És ez – a kondicionált viselkedés – mind képzése, mind realizálása során a nemtudatos szinthez kötött. Ezen túlmenően olyan esetekben, amikor látszólag kizárólag a tudatos döntés határozza meg a viselkedést, a háttérben érzelmek és kevésbé vagy egyáltalán nemtudatos/tudatosodó irracionális motivációk is szerepet játszhatnak/játszanak.
A környezethatás érzékeltetésének előtérbe helyezése céljából nevezték ezt a teóriát a németben Feld-teóriának, a magyarra pedig mezőelméletként fordították le. Kétségtelen, hogy a szó szerinti fordítás mezőelmélet vagy jobb esetben terepelmélet. Értelemszerűen azonban nem erről van szó. Sokkal inkább arról, hogy az ember nem légüres térben él és tevékenykedik, hanem a környezetbe beágyazva, amely viselkedésére az öröklött tulajdonságok tiszteletben tartása mellett hat, de az ember, az egyed is hat a környezetére. A környezethatás a viselkedést lényegesen befolyásolja, és a viselkedés visszahat a környezetre. A környezethatáshoz természetesen hozzátartozik a természet adta minden jelenség, de középpontjában az emberek és emberi kapcsolatok állnak. A környezet objektumai közötti – köztük az emberek közötti – kölcsönhatások lényegesen formálják az ember karakterét, viselkedési mintáit, konszenzuson és kondicionáláson – képzettársítási ajánlatokon – keresztül. Így nyeri el a mezőnek vagy terepnek elképzelt környezet azt az értelmezést, miszerint minden mindennel összefügg, és amelynek középpontjában a szociális dimenzió képezi azt a mezőt, teret, az emberközi kapcsolatok hálózatát, az emberi kapcsolatokon keresztül egymást kölcsönösen befolyásoló erőviszonyokat, amely alól egy társadalomban élő ember nem vonhatja ki magát.
A szociális dimenzió – az emberközi kapcsolatok hálózata – nem egy fizikai értelemben vett tér. Ez a nem geometriai jelleg a mezőelméletben úgy jelenik meg, hogy a mezőben, a terepen, a szociális dimenzióban vonzó és taszító erőkkel rendelkező pontok érintik egymást, a topológia, a matematika folytonosságának megfelelő hasonlósággal. Ebből származik a topologikus pszichológia elnevezés. Ebben a topologikus dimenzióban az ember az emberközi kapcsolatok diktálta taszító- és vonzóerőkkel szemben tehetetlen: a taszító- és vonzóerők – a mindenkori szituációk – határozzák meg az ember magatartását. Ezzel a kognitivista pszichológia kizárja az ember szabad akaratából történő döntés lehetőségét, és tendenciáiban enyhíti a bűnözők erkölcsi felelősségét, ami a neoliberális társadalmi és gazdasági rendben a bűnözés kb. hatévenkénti megduplázódásának[forrás?] egyik lényeges oka lehet.

### Szociálpszichológia
A pszichológiai iskolák versengésével foglalkozó eddigi megállapítások alapján világossá válhatott, hogy a pszichológia a szociológiától csak önkényesen választható el, mert a határok a két tudományág között cseppfolyósak, amennyiben szociológián nem adathalmazokat és száraz empíriát értünk, hanem az emberi kapcsolatok és társadalmi folyamatok vizsgálatára fektetünk súlyt.
Csak idő kérdése volt, hogy a pszichológusok rádöbbenjenek: a pszichológia tárgya a személy, és a személy szociális dimenzióban él és cselekszik, ezért a pszichológiának a szociális dimenzió figyelembevételének irányába kell elmozdulnia. A szociális dimenzió jelentőségének felismerése a mezőelméletre emlékeztet – a szociális dimenzió jelentőségére – anélkül, hogy ebből az ember determináltsága levezethető lenne, mint ahogy ez a mezőelmélet lényegéből adódik. A determináltság helyett a szociális dimenzió mint a személyiséget befolyásoló tényező szerepel. Arról folyik még ma is a vita, hogy ez a befolyásolás döntő a személyiség kialakulása során, vagy inkább az öröklött tulajdonságok azok.
A szociológusok is rádöbbentek, hogy minden szociális dimenziónak, minden társadalmi szerveződésnek a tagjai emberek, egyedek. Ebből adódik, hogy a szociológia tárgya nemcsak kollektívákból (formális és informális organizációkból, társadalmi formációkból: társadalmi kategóriákból és társadalmi aggregátumokból) álló szisztéma, hanem személyekből álló is. A személyek ugyan egy hosszan tartó eredményes (ha eredményes) szocializáció után viselkedésükben a kulturális értékeiket hordozzák, de ezen túlmenően egyedi dimenziót és szisztémát is képeznek, amelynek sajátságos egyedi ismertetőjegyei vannak, amit a szociológiában a szocializáció fogalmának kiegészítéseként individualizációnak neveznek. Az individualizáció azt jelenti, hogy a szocializáció során internalizált – bensővé vált – társadalmi értékeket az egyedek individuálisan élik meg. Az eredmény a szociálpszichológia.
Ha azt is figyelembe vesszük, hogy az ember szükségleteinek kielégítése során gazdálkodik, és a gazdaság nemcsak gazdasági szerveződésekből, hanem emberek tevékenységéből tevődik össze, akkor az előzőekből nehézség nélkül adódik a gazdaságpszichológia és a gazdaságszociológia lényege és létjogosultsága.
A szociálpszichológiában nemcsak a szociológia és általában a pszichológia fonódik össze, hanem konkrétan a behaviourista, a kognitív és az analitikus pszichológia is. A behaviourista pszichológiában a szociális dimenziót és ennek jelentőségét a személyiségképzéssel és viselkedéssel kapcsolatban különösen a viselkedési minták kondicionálása – az ingerek és a reakciók eredményélményén keresztül viselkedési mintákká való felerősítése – jelzi; a kognitív pszichológiában a mezőelméletben körvonalazott szociális dimenzió taszító és vonzó erőviszonyai, az analitikus pszichológiában – a pszichoanalízisben, a mélylélektanban – a lelki élet szisztémájában szerepet játszó szociális dimenzió személyiséget formáló szerepe utal a szociológia illetékességére is.

### Pszichoanalízis
A pszichoanalízist mélylélektan mellett szubjektív, befelé tekintő (= introspekción alapuló) pszichológiának is szokták nevezni. Ennek ellentéte az úgynevezett empirikus, objektívnak tartott behaviourista szemlélet. A Freud által alapított pszichoanalízis nagymértékben feltételezéseken alapuló tudomány – ad hoc teóriára – metapszichológiára – támaszkodik, mert a vizsgált terület empirikusan hozzáférhetetlen, viszont a pszichoterápiában alkalmazott elmélet eredményessége mutatja, hogy a Freud által felvázolt lelki élet struktúrája és szisztémája helyes. Ebből kiindulva érdemes a pszichoanalízist gazdasági vonatkozású jelenségek vizsgálatára alkalmazni.

## Pszichoanalitikus gazdaságpszichológia
A pszichoanalitikus gazdaságpszichológia megalapozása Menyhay Imre Homo oeconomikus és a befejezetlen teremtés – Az analitikus gazdaságpszichológia alapvetése és alkalmazása című, az Akadémiai Kiadónál 2004-ben megjelent könyvéhez fűződik. A könyv címében szereplő analitikus gazdaságpszichológia a pszichoanalízisen alapuló gazdaságpszichológiára vonatkozik, ezért érdemes a könyv címétől eltérően pszichoanalitikus gazdaságpszichológiáról beszélni.